# Robert Ardrey
Robert Ardrey (Chicago, 16 d'octubre de 1908 - Kalk Bay 14 de gener de 1980) fou un dramaturg, guionista i escriptor científic estatunidenc potser més conegut per The Territorial Imperative (1966). Després d'una carrera a Broadway i Hollywood, va tornar a la seva formació acadèmica en antropologia i ciències del comportament a la dècada de 1950.
Com a dramaturg i guionista Ardrey va rebre nombrosos premis. Va ser guardonat amb una beca Guggenheim el 1937, va guanyar el Premi Memorial Sidney Howard inaugural el 1940, i el 1966 va rebre una nominació a l'Oscar al millor guió original per Khartoum. La seva obra més famosa, Thunder Rock, és considerada àmpliament un clàssic internacional.:63
El treball científic d'Ardrey va tenir un paper fonamental a l'hora de anul·lar supòsits assumits de fa temps en les ciències socials. En particular, tant African Genesis (1961) i The Territorial Imperative (1966), dues de les seves obres més llegides, van ser instrumentals per canviar la doctrina científica i augmentar la consciència pública de la ciència evolutiva. El seu treball va ser tan popular que molts científics destacats el van mencionar com a inspirador per entrar als seus camps.

## Biografia
Robert Ardrey va néixer a Chicago, fill de Robert Leslie Ardrey, editor i publicista, i Marie (née Haswell). El seu pare va morir el 1919 de pneumònia durant la grip espanyola i va ser criat per la seva mare.:2 Va créixer al South Side de Chicago i va estudiar a la Universitat de Chicago, graduant-se Phi Beta Kappa el 1930 com a Ph.B. Mentre assistia, va estudiar escriptura creativa amb Thornton Wilder, que es convertiria en el seu mentor de tota la vida.:4:12–3, 15
La seva primera obra, Star Spangled, es va estrenar a Broadway el 1935 va durar pocs dies, però va suposar l'adjudicació d'una beca Guggenheim. El premi va atorgar a Ardrey la independència financera per centrar-se en les obres de teatre. Algunes de les seves obres posteriors, Casey Jones, How to Get Tough About It, i la més famosa de totes Thunder Rock, foren produïdes a Broadway.
IEl 1938 es va traslladar a Hollywood per treballar com a guionista per a Metro-Goldwyn-Mayer, on finalment es convertiria en l'escriptor millor pagat de MGM. Allà va escriure molts guions, inclosos els per a adaptacions, com ara Els tres mosqueters (1948, amb Gene Kelly), Madame Bovary (1949), The Secret Garden (1949), i Més enllà de Rio Grande (1959, smb Robert Mitchum; Més enllà de Rio Grande també té un cameo del famós pitxer de la Lliga Negra de Beisbol Satchel Paige). També va escriure guions originals, inclòs el guió per a Khartoum (1966, dirigida per Basil Dearden, protagonitzada per Charlton Heston i Laurence Olivier) pel qual va ser nominat a l'Oscar a la millor escriptura, història i guió.
Durant la dècada dels cinquanta, Ardrey es va desencantar cada cop més amb Hollywood i el que va veure com el paper creixent que els diners havien començat a jugar en decisions creatives. Al mateix temps i en gran manera per accident, va renovar el seu interès pels orígens humans i el comportament humà, que havia estudiat a la Universitat de Chicago. L'estiu de 1956 es va traslladar amb la seva dona i els seus dos fills a Ginebra. Va passar els anys següents viatjant a l'Àfrica meridional i oriental, realitzant investigacions sobre el que es convertiria en el seu primer llibre sobre el tema, African Genesis (1961), que seria un bestseller internacional. Posteriorment, va continuar escrivint un total de quatre llibres del Nature of Man Series, inclòs el llibre més conegut The Territorial Imperative (1966).
L'octubre de 1960 es va traslladar amb la seva segona esposa a Trastevere, Roma, on hi van viure 17 anys. El 1977 es traslladaren a una petita ciutat anomenada Kalk Bay als enfores de Ciutat del Cap (Sud-àfrica). Va continuar publicant obres influents fins a la seva mort el 14 de gener de 1980. Les seves cendres, juntament amb les de la seva dona, estan enterrades a l'Església de la Santíssima Trinitat amb vistes a False Bay.:1

## Llibres
Ficció
- Worlds Beginning (1944) (Citat a Everett F. Bleiler The Checklist of Fantastic Literature, 1948.)
- The Brotherhood of Fear (1952)
- Plays of Three Decades: Thunder Rock / Jeb / Shadow of Heroes (1968)

No ficció
- African Genesis: A Personal Investigation into the Animal Origins and Nature of Man (1961)
- The Territorial Imperative: A Personal Inquiry into the Animal Origins of Property and Nations (1966)
- The Social Contract: A Personal Inquiry into the Evolutionary Sources of Order and Disorder (1970)
- The Hunting Hypothesis: A Personal Conclusion Concerning the Evolutionary Nature of Man (1976)
- Aggression and Violence in Man: A Dialogue Between Dr. L.S.B. Leakey and Robert Ardrey (1971) OCLC 631758464 Online version

## Obres de teatre
- Star Spangled (1936)
- Casey Jones (1938)
- How to Get Tough About It (1938)
- Thunder Rock (1939) (filmada el 1942 al Regne Unit, estrenada el 1944 als EUA)
- God and Texas (1943)
- Jeb (1946)
- Sing Me No Lullaby (1954)
- Shadow of Heroes (1958) (produïda a Londres com a Stone and Star)

## Guions
- They Knew What They Wanted (1940)[21]
- A Lady Takes a Chance (1943)
- The Green Years (1946)
- Song of Love (1947)
- Els tres mosqueters (The Three Musketeers) (1948)
- Madame Bovary (1949)
- The Secret Garden (1949)
- The Schumann Story (1950) curtmetratge adaptació[22] de Song of Love
- The Adventures of Quentin Durward (1955)
- The Power and the Prize(1956)
- The Wonderful Country (1959)
- Four Horsemen of the Apocalypse (1962)[2]
- Khartoum (1966)
- Out of Africa (1969, sense produir)[23]
- The Animal Within (1975) Documental